# Reflectopallium papillatum
Reflectopallium papillatum es una especie de molusco gasterópodo de la familia Athoracophoridae.

## Distribución geográfica
Es  endémica del  Monte Algidus en la Isla Sur de Nueva Zelanda.